# Mickey Hart
Mickey Hart (Michael Steven Hartman, 11 de septiembre de 1943) es un músico estadounidense. Es popular por haber sido baterista de la banda de rock psicodélico Grateful Dead. Fue miembro de la banda desde septiembre de 1967 hasta febrero de 1971, y de octubre de 1974 a agosto de 1995. Junto a su compañero en Dead, el baterista Bill Kreutzmann, fueron apodados "the rhythm devils" ("los demonios del ritmo").

## Trabajos

### Libros
- Drumming at the Edge of Magic: A Journey into the Spirit of Percussion. San Francisco: Harper. 1990. ISBN 978-0062503725.
- Planet Drum: A Celebration of Percussion and Rhythm. Harper Collins. 1991. ISBN 978-0062504142.
- Spirit into Sound: The Magic of Music. Grateful Dead Books. 1999. ISBN 978-1888358230.
- Songcatchers: In Search of the World's Music. National Geographic. 2003. ISBN 079224107X.

### Álbumes
- Rolling Thunder (1972) – Mickey Hart
- Diga (1976) – Diga Rhythm Band
- The Apocalypse Now Sessions: The Rhythm Devils Play River Music (1980) – Rhythm Devils
- Däfos (1983) – Mickey Hart, Airto Moreira, Flora Purim[4]
- Yamantaka (1983) – Mickey Hart, Henry Wolff, Nancy Hennings[5]
- Music to Be Born By (1989) – Mickey Hart[6]
- At the Edge (1990) – Mickey Hart
- Planet Drum (1991) – Mickey Hart
- Mickey Hart's Mystery Box (1996) – Mickey Hart
- Supralingua (1998) – Mickey Hart
- Spirit into Sound (1999) – Mickey Hart
- The Best of Mickey Hart: Over the Edge and Back (2002) – Mickey Hart
- Global Drum Project (2007) – Mickey Hart, Zakir Hussain, Sikiru Adepoju, Giovanni Hidalgo
- Mysterium Tremendum (2012) – Mickey Hart Band
- Superorganism (2013) – Mickey Hart Band